# THE IDOLM@STER MASTER ARTIST
「THE IDOLM@STER MASTER ARTIST」（アイドルマスター マスター アーティスト）は、2007年7月18日から日本コロムビアよりリリースされているゲーム『THE IDOLM@STER』の企画アルバムシリーズ。

## 概要
全員共通の新曲「i」（同一曲を各キャラクターがソロで歌ったものを収録）、各キャラクターごとの新曲（全11曲）、カバー曲（美希と小鳥を除く9人のカバー曲はアルバム『Your Song』収録曲の他に新たに各キャラ1曲ずつ、美希は2曲分公募が行われた。なお小鳥は『Your Song』収録曲のみ）、過去のシリーズに収録された曲のソロリミックスを3曲（うち1曲は『MASTERWORK』もしくはDJCD『歌姫楽園』に収録されたものと同じ各キャラの持ち歌）、複数の録り下ろしトークなどを収録。また、録り下ろしトークには、同時発売されている別CDのキャラクター1人も参加している。最後のトークについては、各アイドルの口癖（自分自身のものを含む）を真似するという内容になっている。
01 - 10の10枚購入特典として高木社長のフィギュア（メディコム・トイ製キューブリック）がプレゼントされた。先着および予約特典として、ポストカード（10枚で、『FINALE』で配布されたポストカードと同じ1枚の絵になる。『09 萩原雪歩』と『FINALE』の裏面記載のCD発売日が、延期以前のままになっている）、また10枚を同一店舗で購入すると全11枚の収納BOX（アニメイト）やテレホンカード（とらのあな）がプレゼントされた。ちなみに、『FINALE』以外の帯の背面を番号順に並べると社長のシルエットが現れるほか、吹き出しの中の文字のうち、色の違う字を並べ替えると『THE IDOLM@STER』になるという仕掛けがある。
新曲は太字、カバー曲は斜体で表記する。

## 01 天海春香
収録曲
1. I Want
歌：天海春香（中村繪里子）
作詞・作曲・編曲：NBGI（LindaAI-CUE）
2. トーク01
3. 大スキ!
歌：天海春香（中村繪里子）
作詞・作曲・編曲：岡本真夜
オリジナルアーティスト：広末涼子
4. 悲しみよこんにちは
歌：天海春香（中村繪里子）
作詞：森雪之丞、作曲・編曲：玉置浩二
オリジナルアーティスト：斉藤由貴
5. トーク02
6. GO MY WAY!!（M@STER VERSION）
歌：天海春香（中村繪里子）
作詞：yura、作曲・編曲：NBGI（神前暁）
7. 神さまのBirthday
歌：天海春香（中村繪里子）
作詞：伊那村さちこ、作曲・編曲：NBGI（Yoshi）
8. 太陽のジェラシー（M@STER VERSION）
歌：天海春香（中村繪里子）
作詞：森由里子、作曲・編曲：NBGI（椎名豪）
9. トーク03
10. i
歌：天海春香（中村繪里子）
作詞：中村恵、作曲・編曲：NBGI（佐々木宏人）
11. トーク04
12. I Want（オリジナル・カラオケ）
作詞・作曲・編曲：NBGI（LindaAI-CUE）
13. トーク05

## 02 高槻やよい
収録曲
1. キラメキラリ
歌：高槻やよい（仁後真耶子）
作詞：yura、作曲：神前暁
2. トーク01
3. ふたりのもじぴったん
歌：高槻やよい（仁後真耶子）
作詞：NBGI（後藤裕之）、作曲・編曲：NBGI（神前暁）
オリジナルアーティスト：古原奈々
4. トーク02
5. リルラ リルハ
歌：高槻やよい（仁後真耶子）
作詞：木村カエラ、作曲・編曲：會田茂一
オリジナルアーティスト：木村カエラ
6. トーク03
7. GO MY WAY!!（M@STER VERSION）
歌：高槻やよい（仁後真耶子）
作詞：yura、作曲・編曲：NBGI（神前暁）
8. トーク04
9. 私はアイドル♡
歌：高槻やよい（仁後真耶子）
作詞：中村恵、作曲・編曲：NBGI（佐々木宏人）
10. トーク05
11. おはよう!! 朝ご飯（M@STER VERSION）
歌：高槻やよい（仁後真耶子）
作詞：中村恵、作曲・編曲：NBGI（佐々木宏人）
12. トーク06
13. i
歌：高槻やよい（仁後真耶子）
作詞：中村恵、作曲・編曲：NBGI（佐々木宏人）
14. トーク07
15. キラメキラリ（オリジナル・カラオケ）
作詞：yura、作曲：神前暁
16. トーク08

## 03 星井美希
収録曲
1. ふるふるフューチャー☆
歌：星井美希（長谷川明子）
作詞：朝日祭、作曲・編曲：NBGI（Yoshi）
2. トーク01
3. 涙のハリケーン
歌：星井美希（長谷川明子）
作詞：PANINARO 30、作曲・編曲：徳永暁人
オリジナルアーティスト：Bon-Bon Blanco
4. すいみん不足
歌：星井美希（長谷川明子）
作詞・作曲・編曲：CHICKS
オリジナルアーティスト：CHICKS
5. トーク02
6. relations（M@STER VERSION）
歌：星井美希（長谷川明子）
作詞：NBGI（mft）、作曲・編曲：NBGI（中川浩二）
7. 私はアイドル♡
歌：星井美希（長谷川明子）
作詞：中村恵、作曲・編曲：NBGI（佐々木宏人）
8. 神さまのBirthday
歌：星井美希（長谷川明子）
作詞：伊那村さちこ、作曲・編曲：NBGI（Yoshi）
9. トーク03
10. i
歌：星井美希（長谷川明子）
作詞：中村恵、作曲・編曲：NBGI（佐々木宏人）
11. トーク04
12. ふるふるフューチャー☆（オリジナル・カラオケ）
作詞：朝日祭、作曲・編曲：NBGI（Yoshi）
13. トーク05

## 04 菊地真
収録曲
1. 迷走Mind
歌：菊地真（平田宏美）
作詞：NBGI（mft）、作曲・編曲：NBGI（中川浩二）
2. トーク01
3. 仮面舞踏会
歌：菊地真（平田宏美）
作詞：ちあき哲也、作曲：筒美京平
オリジナルアーティスト：少年隊
4. トーク02
5. Swallowtail Butterfly ～あいのうた～
歌：菊地真（平田宏美）
作詞：岩井俊二、CHARA、小林武史、作曲・編曲：小林武史
オリジナルアーティスト：YEN TOWN BAND
6. トーク03
7. まっすぐ（M@STER VERSION）
歌：菊地真（平田宏美）
作詞：朝日祭、作曲・編曲：NBGI（Yoshi）
8. トーク04
9. 思い出をありがとう（M@STER VERSION）
歌：菊地真（平田宏美）
作詞：中村恵、作曲・編曲：NBGI（佐々木宏人）
10. トーク05
11. エージェント夜を往く（M@STER VERSION）
歌：菊地真（平田宏美）
作詞・作曲・編曲：NBGI（LindaAI-CUE）
12. トーク06
13. i
歌：菊地真（平田宏美）
作詞：中村恵、作曲・編曲：NBGI（佐々木宏人）
14. トーク07
15. 迷走Mind（オリジナル・カラオケ）
作詞：NBGI（mft）、作曲・編曲：NBGI（中川浩二）
16. トーク08

## 05 如月千早
収録曲
1. 目が逢う瞬間
歌：如月千早（今井麻美）
作詞：貝田由里子、作曲：NBGI（Jesahm）
2. トーク01
3. 鳥の詩
歌：如月千早（今井麻美）
作詞：麻枝准（Key）、作曲・編曲：折戸伸治（Key）
オリジナルアーティスト：Lia
4. トーク02
5. まっくら森の歌
歌：如月千早（今井麻美）
作詞・作曲・編曲：谷山浩子
オリジナルアーティスト：谷山浩子
6. トーク03
7. 蒼い鳥（M@STER VERSION）
歌：如月千早（今井麻美）
作詞：森由里子、作曲：NBGI（椎名豪）、編曲：塩入俊哉
8. 神様のBirthday
歌：如月千早（今井麻美）
作詞：伊那村さちこ、作曲・編曲：NBGI（Yoshi）
9. relations（M@STER VERSION）
歌：如月千早（今井麻美）
作詞：NBGI（mft）、作曲・編曲：NBGI（中川浩二）
10. トーク04
11. i
歌：如月千早（今井麻美）
作詞：中村恵、作曲・編曲：NBGI（佐々木宏人）
12. トーク05
13. 目が逢う瞬間（オリジナル・カラオケ）
作詞：貝田由里子、作曲：NBGI（Jesahm）
14. トーク06

## 06 双海亜美 / 真美
収録曲
1. スタ→トスタ→
歌：双海亜美 / 真美（下田麻美）
作詞：yura、作曲・編曲：NBGI（おおくぼひろし）
2. トーク01
3. ラムのラブソング
歌：双海亜美 / 真美（下田麻美）
作詞：伊藤アキラ、作曲・編曲：小林泉美
オリジナルアーティスト：松谷祐子
4. トーク02
5. 笑顔のゲンキ
歌：双海亜美 / 真美（下田麻美）
作詞：森浩美、作曲・編曲：馬飼野康二
オリジナルアーティスト：SMAP
6. トーク03
7. 私はアイドル♡（M@STER VERSION）
歌：双海亜美 / 真美（下田麻美）
作詞：中村恵、作曲・編曲：NBGI（佐々木宏人）
8. トーク04
9. My Best Friend（M@STER VERSION）
歌：双海亜美 / 真美（下田麻美）
作詞：NBGI（uRy）、作曲・編曲：NBGI（おおくぼひろし）、編曲：NBGI（大上昌子）
10. トーク05
11. ポジティブ!（M@STER VERSION）
歌：双海亜美 / 真美（下田麻美）
作詞：NBGI（mft）、作曲・編曲：NBGI（中川浩二）
12. トーク06
13. i
歌：双海亜美 / 真美（下田麻美）
作詞：中村恵、作曲・編曲：NBGI（佐々木宏人）
14. トーク07
15. スタ→トスタ→（オリジナル・カラオケ）
作詞：yura、作曲・編曲：NBGI（おおくぼひろし）
16. トーク08

## 07 三浦あずさ
収録曲
1. 隣に…
歌：三浦あずさ（たかはし智秋）
作詞：貝田由里子、作曲・編曲：NBGI（椎名豪）
2. トーク01
3. You're My Only Shinin' Star
歌：三浦あずさ（たかはし智秋）
作詞・作曲・編曲：角松敏生
オリジナルアーティスト：中山美穂
4. Kiss Me Good-Bye
歌：三浦あずさ（たかはし智秋）
作詞：アンジェラ・アキ、作曲・編曲：植松伸夫
オリジナルアーティスト：アンジェラ・アキ
5. トーク02
6. まっすぐ（M@STER VERSION）
歌：三浦あずさ（たかはし智秋）
作詞：朝日祭、作曲・編曲：NBGI（Yoshi）
7. 思い出をありがとう（M@STER VERSION）
歌：三浦あずさ（たかはし智秋）
作詞：中村恵、作曲・編曲：NBGI（佐々木宏人）
8. 9:02pm（M@STER VERSION）
歌：三浦あずさ（たかはし智秋）
作詞：yura、作曲・編曲：NBGI（Jesahm）
9. トーク03
10. i
歌：三浦あずさ（たかはし智秋）
作詞：中村恵、作曲・編曲：NBGI（佐々木宏人）
11. トーク04
12. 隣に…（オリジナル・カラオケ）
作詞：貝田由里子、作曲・編曲：NBGI（椎名豪）
13. トーク05

## 08 水瀬伊織
収録曲
1. フタリの記憶
歌：水瀬伊織（釘宮理恵）
作詞：NBGI（mft）、作曲・編曲：NBGI（中川浩二）、編曲：NBGI（大上昌子）
2. トーク01
3. ガーネット
歌：水瀬伊織（釘宮理恵）
作詞・作曲・編曲：奥華子
オリジナルアーティスト：奥華子
4. トーク02
5. ドゥー・ユー・リメンバー・ミー
歌：水瀬伊織（釘宮理恵）
作詞：安井かずみ、作曲・編曲：加藤和彦
オリジナルアーティスト：岡崎友紀
6. トーク03
7. 私はアイドル♡（M@STER VERSION）
歌：水瀬伊織（釘宮理恵）
作詞：中村恵、作曲・編曲：NBGI（佐々木宏人）
8. トーク04
9. GO MY WAY!!（M@STER VERSION）
歌：水瀬伊織（釘宮理恵）
作詞：yura、作曲・編曲：NBGI（神前暁）
10. トーク05
11. Here we go!!（M@STER VERSION）
歌：水瀬伊織（釘宮理恵）
作詞：yura、作曲・編曲：NBGI（Jesahm）
12. トーク06
13. i
歌：水瀬伊織（釘宮理恵）
作詞：中村恵、作曲・編曲：NBGI（佐々木宏人）
14. トーク07
15. フタリの記憶（オリジナル・カラオケ）
作詞：NBGI（mft）、作曲・編曲：NBGI（中川浩二）、編曲：NBGI（大上昌子）
16. トーク08

## 09 萩原雪歩
収録曲
1. Kosmos,Cosmos
歌：萩原雪歩（落合祐里香）
作詞：遠藤フビト、作曲・編曲：NBGI（内田哲也）
2. トーク01
3. 津軽海峡・冬景色
歌：萩原雪歩（落合祐里香）
作詞：阿久悠、作曲・編曲：三木たかし
オリジナルアーティスト：石川さゆり
4. 好きになって、よかった
歌：萩原雪歩（落合祐里香）
作詞・作曲・編曲：高橋研
オリジナルアーティスト：加藤いづみ
5. トーク02
6. My Best Friend（M@STER VERSION）
歌：萩原雪歩（落合祐里香）
作詞：NBGI（uRy）、作曲・編曲：NBGI（おおくぼひろし）、編曲：NBGI（大上昌子）
7. トーク03
8. まっすぐ（M@STER VERSION）
歌：萩原雪歩（落合祐里香）
作詞：朝日祭、作曲・編曲：NBGI（Yoshi）
9. トーク04
10. First Stage（M@STER VERSION）
歌：萩原雪歩（落合祐里香）
作詞：中村恵、作曲・編曲：NBGI（佐々木宏人）
11. トーク05
12. i
歌：萩原雪歩（落合祐里香）
作詞：中村恵、作曲・編曲：NBGI（佐々木宏人）
13. トーク06
14. Kosmos,Cosmos（オリジナル・カラオケ）
作曲・編曲：NBGI（内田哲也）
15. トーク07

## 10 秋月律子
収録曲
1. いっぱいいっぱい
歌：秋月律子（若林直美）
作詞：中村恵、作曲：NBGI（佐々木宏人）
2. トーク01
3. 東京は夜の七時 ～the night is still young～
歌：秋月律子（若林直美）
作詞・作曲・編曲：小西康陽
オリジナルアーティスト：ピチカート・ファイヴ
4. トーク02
5. 1/6の夢旅人
歌：秋月律子（若林直美）
作詞・作曲・編曲：樋口了一
オリジナルアーティスト：樋口了一
クレジットとトラック名では「1/6の夢旅人2002」（1997年発表のオリジナルバージョンとは別の曲にほぼ同じ詞を乗せたもの）となっているが、実際は2005年発売の「1/6の夢旅人/二度目のありがとう」収録バージョン（オリジナルバージョンと同じ曲の再編曲）のカバー。
6. トーク03
7. My Best Friend（M@STER VERSION）
歌：秋月律子（若林直美）
作詞：NBGI（uRy）、作曲・編曲：NBGI（おおくぼひろし）、編曲：NBGI（大上昌子）
8. トーク04
9. 思い出をありがとう（M@STER VERSION）
歌：秋月律子（若林直美）
作詞：中村恵、作曲・編曲：NBGI（佐々木宏人）
10. トーク05
11. 魔法をかけて!（M@STER VERSION）
歌：秋月律子（若林直美）
作詞・作曲・編曲：NBGI（神前暁）
12. トーク06
13. i
歌：秋月律子（若林直美）
作詞：中村恵、作曲・編曲：NBGI（佐々木宏人）
14. トーク07
15. いっぱいいっぱい（オリジナル・カラオケ）
作詞：中村恵、作曲：NBGI（佐々木宏人）
16. トーク08

## FINALE 765プロ ALLSTARS
収録曲
1. 団結
歌：IM@S ALLSTARS[メンバー 1]
作詞：NBGI（石原章弘）、作曲・編曲：NBGI（佐々木宏人）
2. トーク01
3. 空
歌：音無小鳥（滝田樹里）
作詞：yura、作曲：NBGI（神前暁）
4. トーク02
5. i
歌：音無小鳥（滝田樹里）
作詞：中村恵、作曲・編曲：NBGI（佐々木宏人）
6. トーク03
7. やさしさに包まれたなら
歌：音無小鳥（滝田樹里）
作詞・作曲・編曲：荒井由実
オリジナルアーティスト：荒井由実
8. トーク04
9. ID:[OL]
歌：音無小鳥（滝田樹里） featuring T[メンバー 2]
作詞：yura、作曲・編曲；上田晃司、編曲：草野ヨシヒロ
10. トーク05
11. i
歌：IM@S ALLSTARS+[メンバー 3]
作詞：中村恵、作曲・編曲：NBGI（佐々木宏人）
12. トーク06
13. 空（オリジナル・カラオケ）
作詞：yura、作曲：NBGI（神前暁）
14. トーク07
15. 社長訓示